# Осилијанци
Осилијанци (ест. saarlased; лат. oеsilianos) представљају део естонског народа који је насељавао највеће естонско острво Сарему. У савременом естонском језику и данас се становници овог острва означавају тим именом (у слободном преводу острвљани). У писаним изворима Осилијанци се први пут помињу у Птолемејевој Географији из другог века.  
У старонордијским исландским сагама Осилијанци се помињу под именом Викинзи из Источне земље (Víkingr frá Esthland). Хенрик Ливонац је Осилијанце у својим Латинским хроникама називао „балтичким пиратима” и врсним поморцима. Године 1227. острво долази под власт Ливонског реда.